# Telminostelma parviflorum
Telminostelma parviflorum là một loài thực vật có hoa trong họ La bố ma. Loài này được (Decne.) Fontella & E.A. Schwarz miêu tả khoa học đầu tiên năm 1981.